# Juan Carlos Ramírez
Juan Carlos Ramírez Ayala (Medellín, 22 marzo 1972) è un ex calciatore colombiano, di ruolo centrocampista.

## Carriera

### Club
Nel 1993 debutta in Copa Mustang con l'Envigado; nel 1997 passa all'Independiente Medellín, dove gioca per due stagioni. Nel 1999 si trasferisce al Junior Barranquilla, con il quale gioca 85 partite in campionato. Nel 2001 passa all'Atlético Nacional di Medellín, dove gioca fino al 2004. Dopo l'esperienza all'Independiente Santa Fe, torna al Nacional Medellín.

### Nazionale
Con la nazionale di calcio della Colombia ha giocato 29 volte, vincendo la Copa América 2001.